# Stromiec
Stromiec es un pueblo de Polonia, en Mazovia.  Es la cabecera del distrito (Gmina) de Stromiec, perteneciente al condado (Powiat) de Białobrzegi. Se encuentra aproximadamente a 10 kilómetros al este de Białobrzegi, y a 65 km  al sur de Varsovia.Su población es de 909 habitantes.
Entre 1975 y 1998 perteneció al voivodato de Radom.